# Mystische Breitfußbeutelmaus
Die Mystische Breitfußbeutelmaus (Antechinus mysticus) kommt in Australien in einem fragmentierten und unzusammenhängenden Gebiet im küstennahen östlichen Queensland zwischen Mackay im Norden und der Grenze nach New South Wales im Süden vor. Zum Verbreitungsgebiet gehören das Hinterland der Sunshine Coast, die Many Peaks-Range und die Nationalparks Blackdown-Tableland, Bulburin, D’Aguilar und Eungella.

## Merkmale
Die Männchen der Mystischen Breitfußbeutelmaus haben eine Kopf-Rumpf-Länge von 9,3 bis 11,7 cm, einen 8,7 bis 11,7 cm langen Schwanz und wiegen 32,5 bis 55 g. Weibchen bleiben mit Kopf-Rumpf-Längen von etwa 8,1 bis 11,4 cm, Schwanzlängen von 7,9 bis 9,6 cm und einem Gewicht von 18 bis 33,6 g deutlich kleiner. Der Kopf ist grau, der Körper grau-gelblich. Die Stuart-Breitfußbeutelmaus (Antechinus stuartii) und die Subtropische Breitfußbeutelmaus (Antechinus subtropicus) sind dagegen einfarbig braun gefärbt. Von der Gelbfuß-Beutelmaus (Antechinus flavipes) kann die Mystische Breitfußbeutelmaus durch ihre helleren Füße, die hellere Schwanzwurzel und kleinere Molaren unterschieden werden.

## Lebensraum und Lebensweise
Die nachtaktive Mystische Breitfußbeutelmaus lebt in feuchten, flussnahen Gebieten und kühlen Regenwäldern in Höhen von 100 bis 1000 Metern. In den höheren Regionen ist sie die einzige Breitfußbeutelmaus. Aus den tiefer liegenden Regionen wird sie wahrscheinlich von der größeren, an trockene Biotope angepassten Gelbfuß-Beutelmaus und der waldbewohnenden Subtropischen Breitfußbeutelmaus verdrängt. Bisher ist die Ernährung der Art nicht untersucht worden. Wie andere Breitfußbeutelmäuse wird sie sich vorwiegend von Insekten ernähren.

## Fortpflanzung
Wie alle Breitfußbeutelmäuse hat die Mystische Breitfußbeutelmaus nur eine einzige Reproduktionsphase pro Jahr. Diese findet bei allen Tieren synchron von Ende Juli bis Mitte August (australischer Winter) statt. Direkt nach der Paarungszeit sterben alle Männchen. Sie sind dann 10,5 bis 11 Monate alt. Die Jungtiere werden vom späten August bis Mitte September nach einer Tragzeit von etwa 30 Tagen geboren. Einige Weibchen können sich auch im folgenden Jahr noch fortpflanzen. Ob einige es schaffen, auch noch eine dritte Reproduktionsphase zu erreichen, ist unbekannt.

## Systematik
Die Mystische Breitfußbeutelmaus wurde erst im Jahr 2012 von Steve Van Dyck, einem ehemaligen Kurator für Säugetiere und Vögel am Queensland Museum, und zwei weiteren australischen Zoologen beschrieben, nachdem sich herausgestellt hatte, dass die im mittleren Queensland vorkommende Breitfußbeutelmaus sich deutlich von der Gelbfuß-Beutelmaus unterscheidet. Den Holotypus, ein ausgewachsenes Männchen, fing Van Dyck in seinem Küchenschrank in einem Vorort von Brisbane. Das Artepitheton mysticus erhielt die Art, weil Van Dyck in den 35 Jahren vor seinem Fang immer wieder Exemplare der Art gesehen hatte, sie aber nicht bestimmen konnte. Die Mystische Breitfußbeutelmaus ist möglicherweise die Schwesterart der Silberfarbenen Breitfußbeutelmaus (Antechinus argentus). Bis heute wurden keine Unterarten der Mystischen Breitfußbeutelmaus beschrieben, aber Populationen aus dem mittleren Osten von Queensland und dem Südosten lassen sich sowohl morphologisch als auch genetisch deutlich voneinander unterscheiden.

## Gefährdung
Da die Mystische Breitfußbeutelmaus erst im Jahr 2012 beschrieben wurde, können noch keine Angaben über eine mögliche Gefährdung gemacht werden. Ihr Verbreitungsgebiet ist fragmentiert und andere kleine Beutelsäuger im Verbreitungsgebiet leiden unter den Nachstellungen von eingeführten Rotfüchsen und Hauskatzen.